# Lichtensteig
Lichtensteig település Svájcban, a Sankt Gallen kantonban, a Toggenburgi választókerület székhelye.

## Fekvése
St. Gallentől 25 km-re fekvő település. Szomszédos települések: Oberhelfenschwil, Bütschwil és Wattwil.

## Leírása

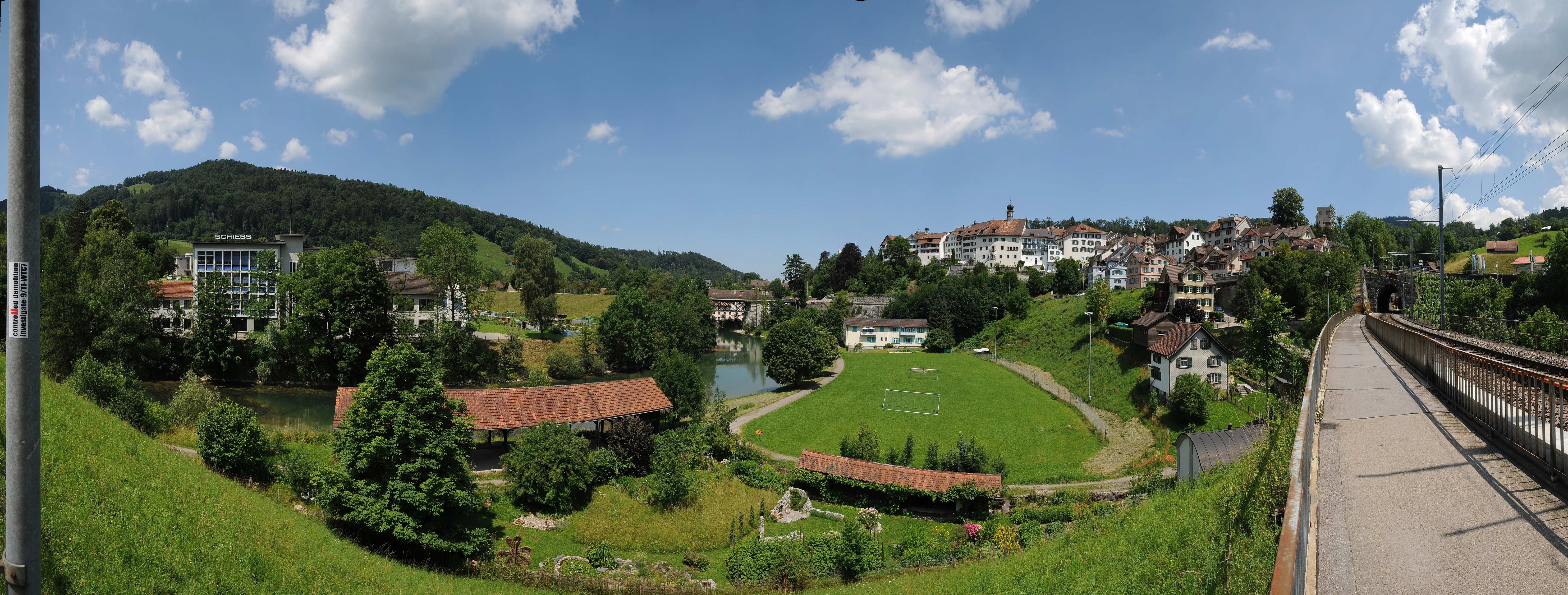

Lichtensteig első említése 1228-ből maradt fenn, ekkor Liehtvnsteige néven írták. Később 1310-ben említették ismét Liechtensteig néven.
A Pallasz Nagylexikon 1888-ban írta a településről: "Neu-Toggenburg járás székhelye, St. Gallen (ettől 25 km.-nyire) svájci kantonbanban, a Thur jobb partján, vasút mellett, 1859 lakossal, a lakosság pamutfonással és szövéssel foglalkozik."

## Nevezetességek
- Szent Gallus katolikus templom – Walter Maria Förderer munkája.
- Régi városháza – a 15. században épült
- Neu-Toggenburg vár romjai egy falu feletti sziklán.
- Múzeum

## Itt születtek, itt éltek
- Jobst Bürgi - svájci matematikus, órásmester, éggömbök és csillagászati műszerek készítője itt született 1552. február 28-án.

## Galéria

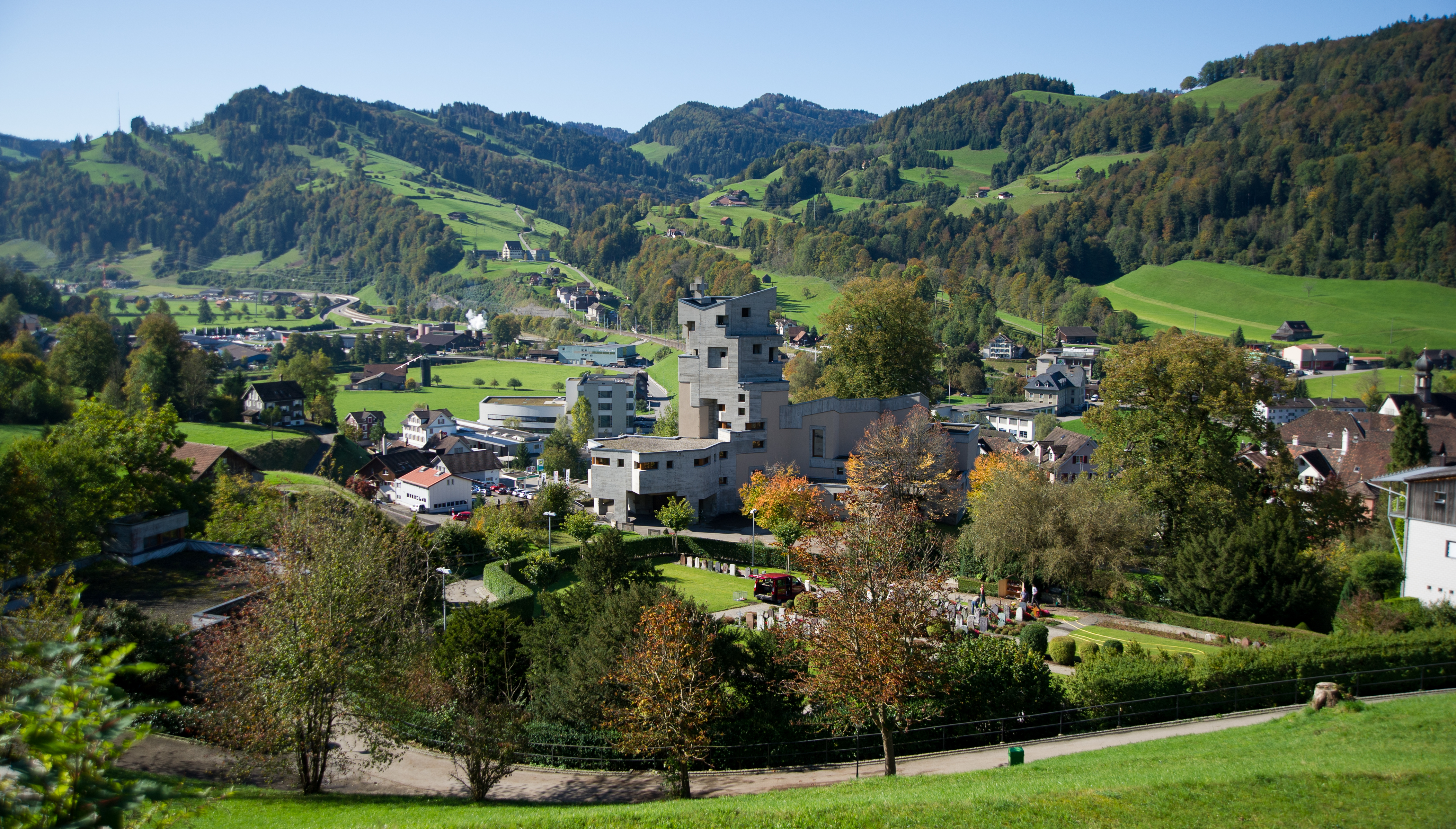
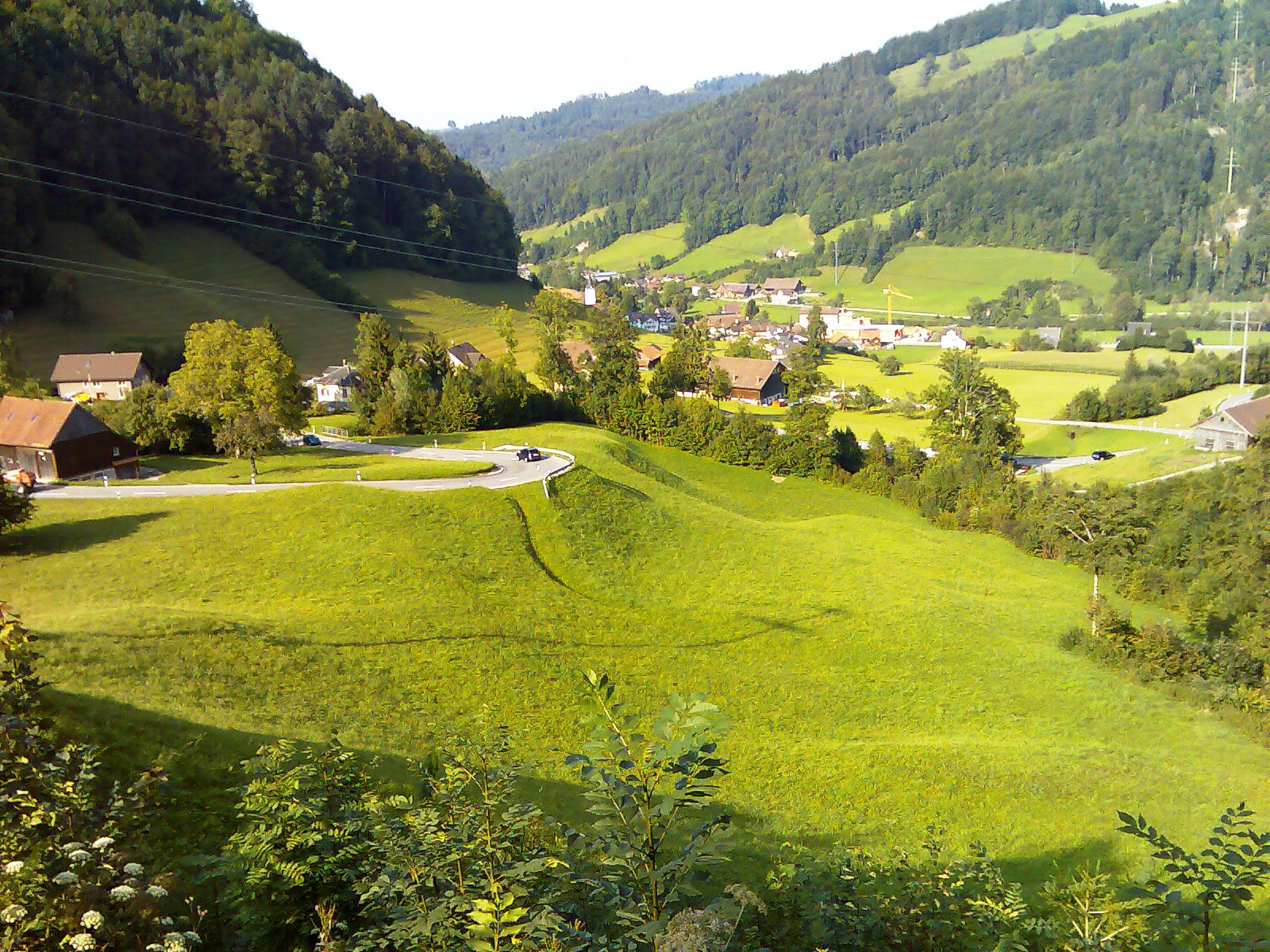
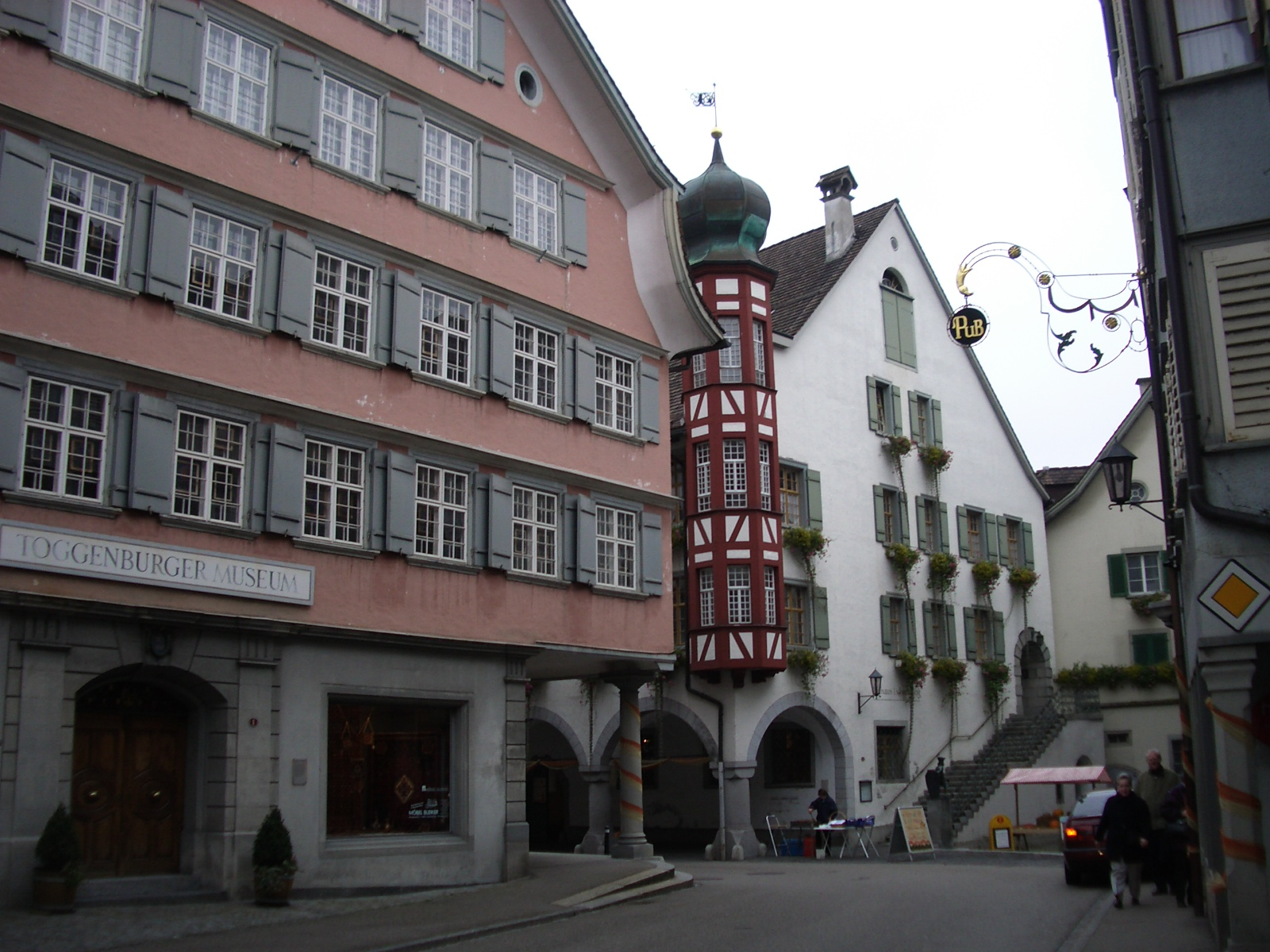
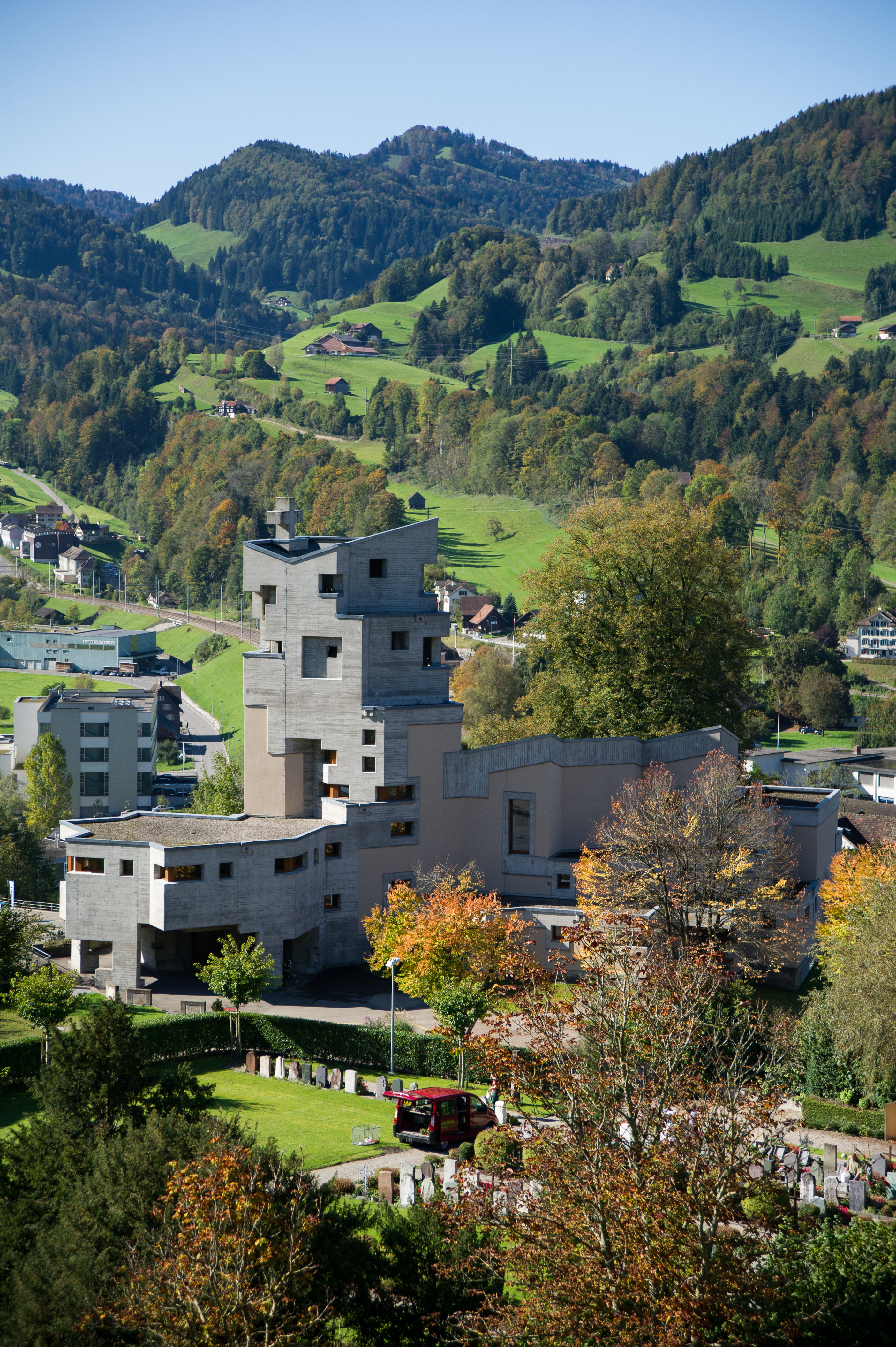
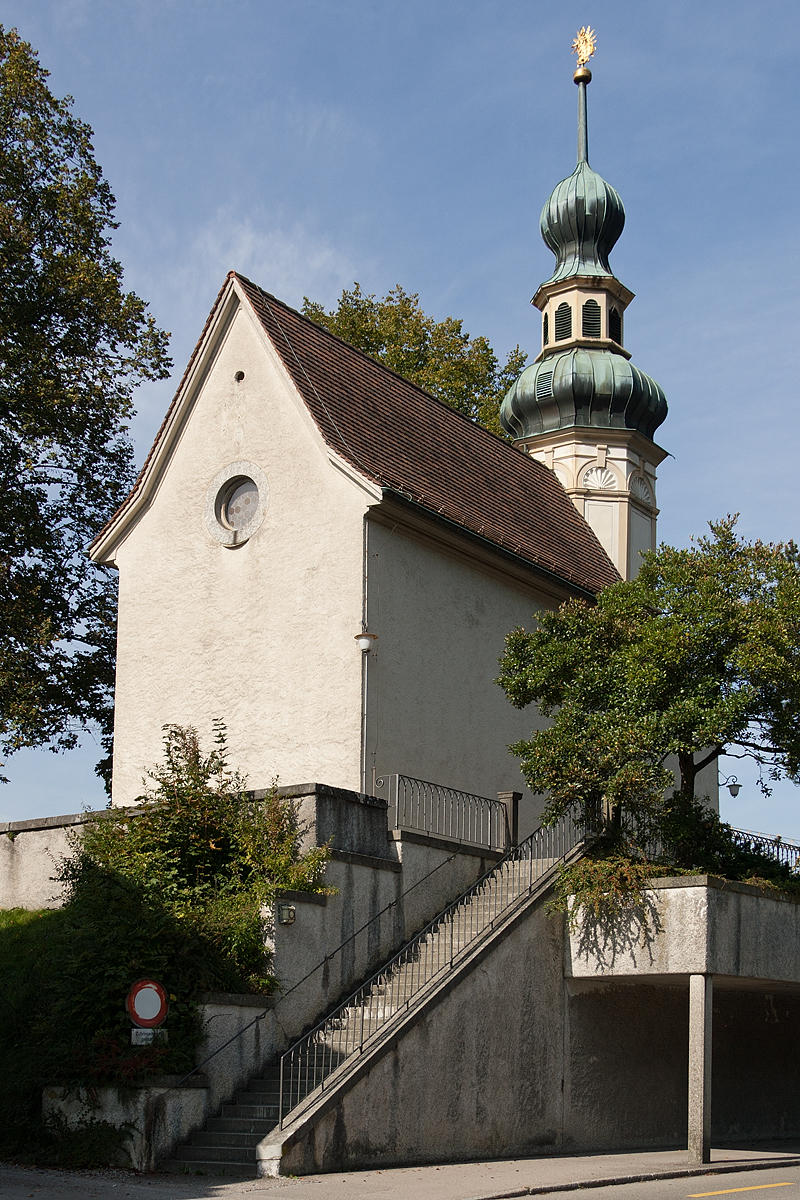
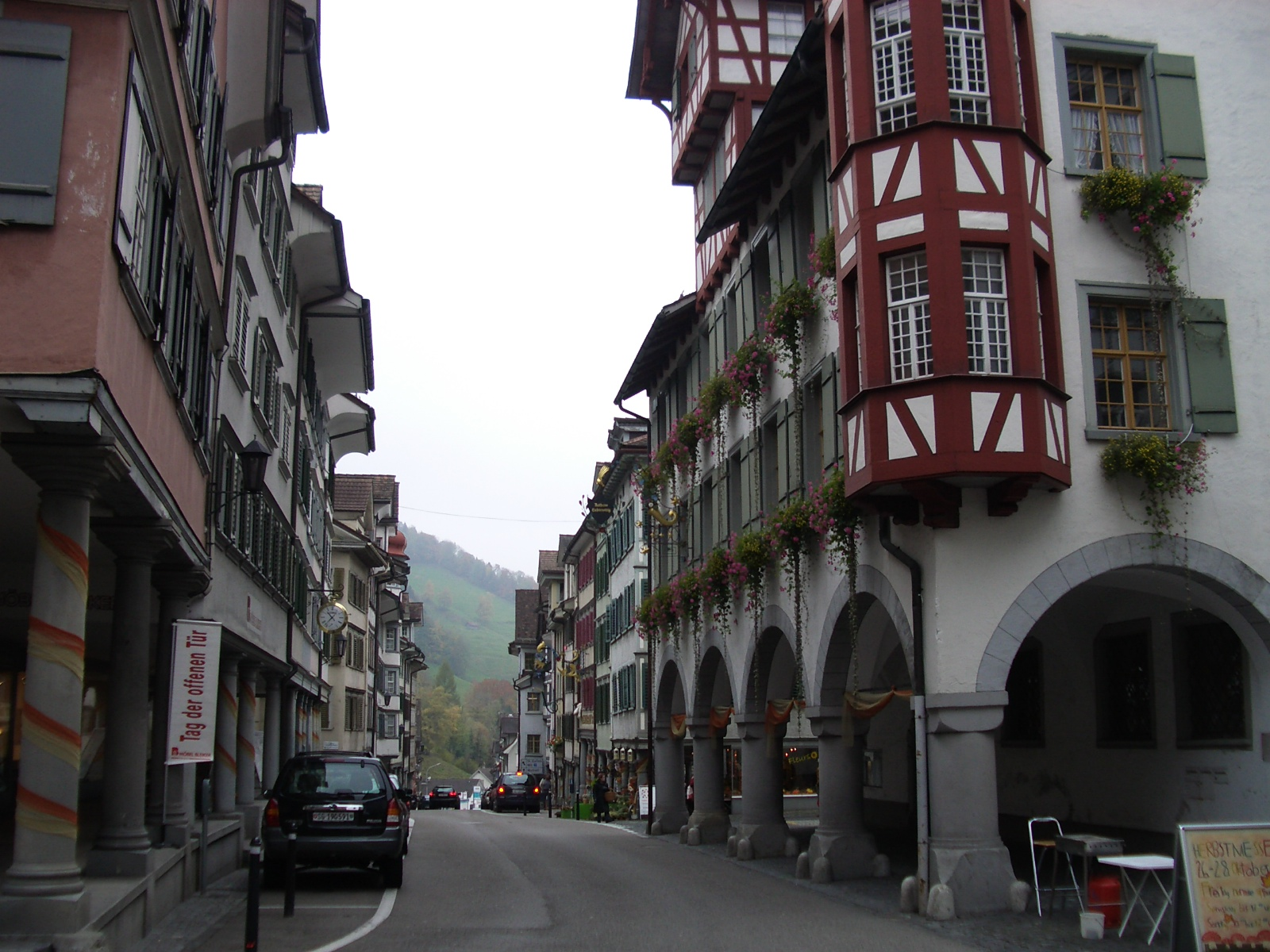
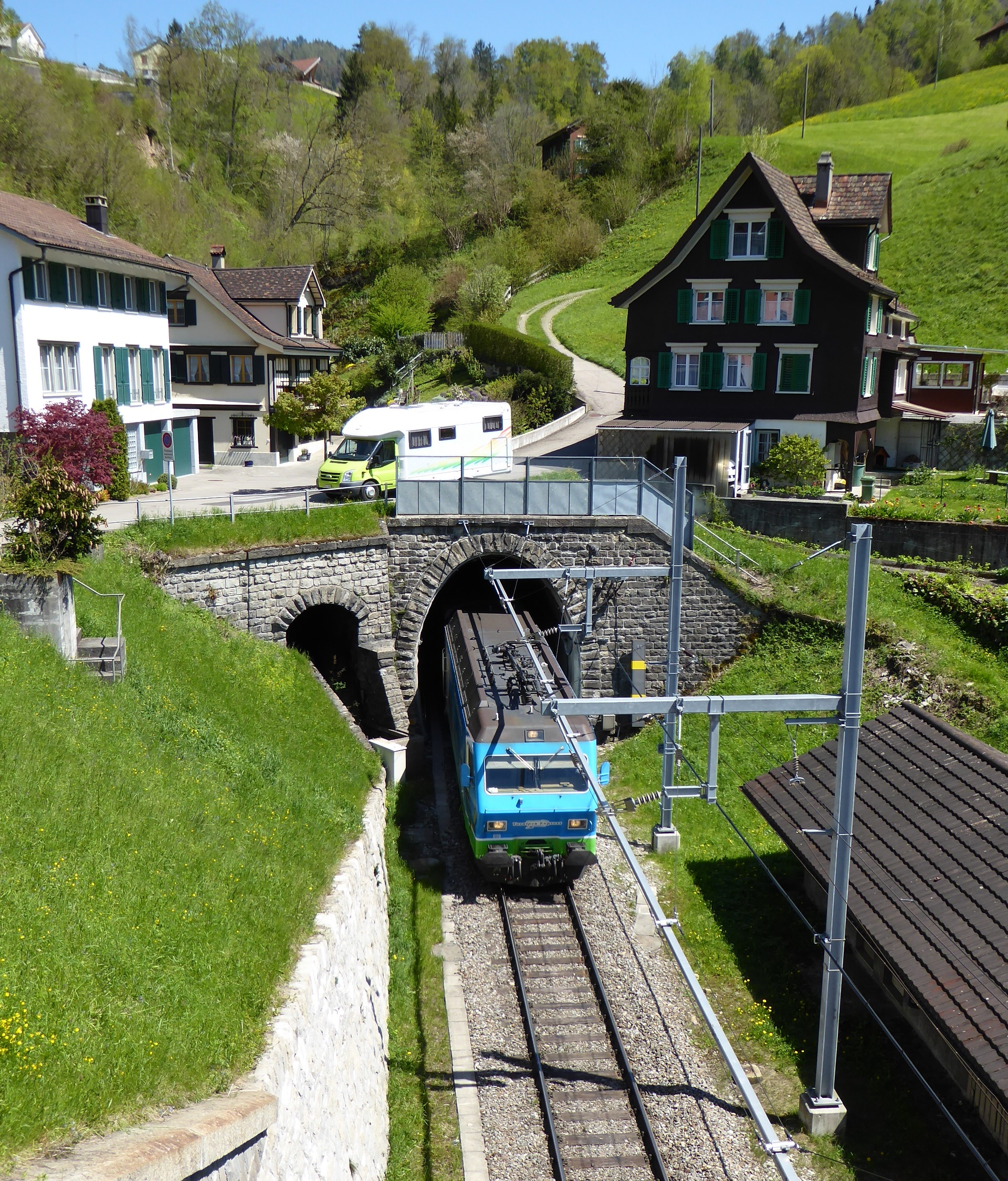
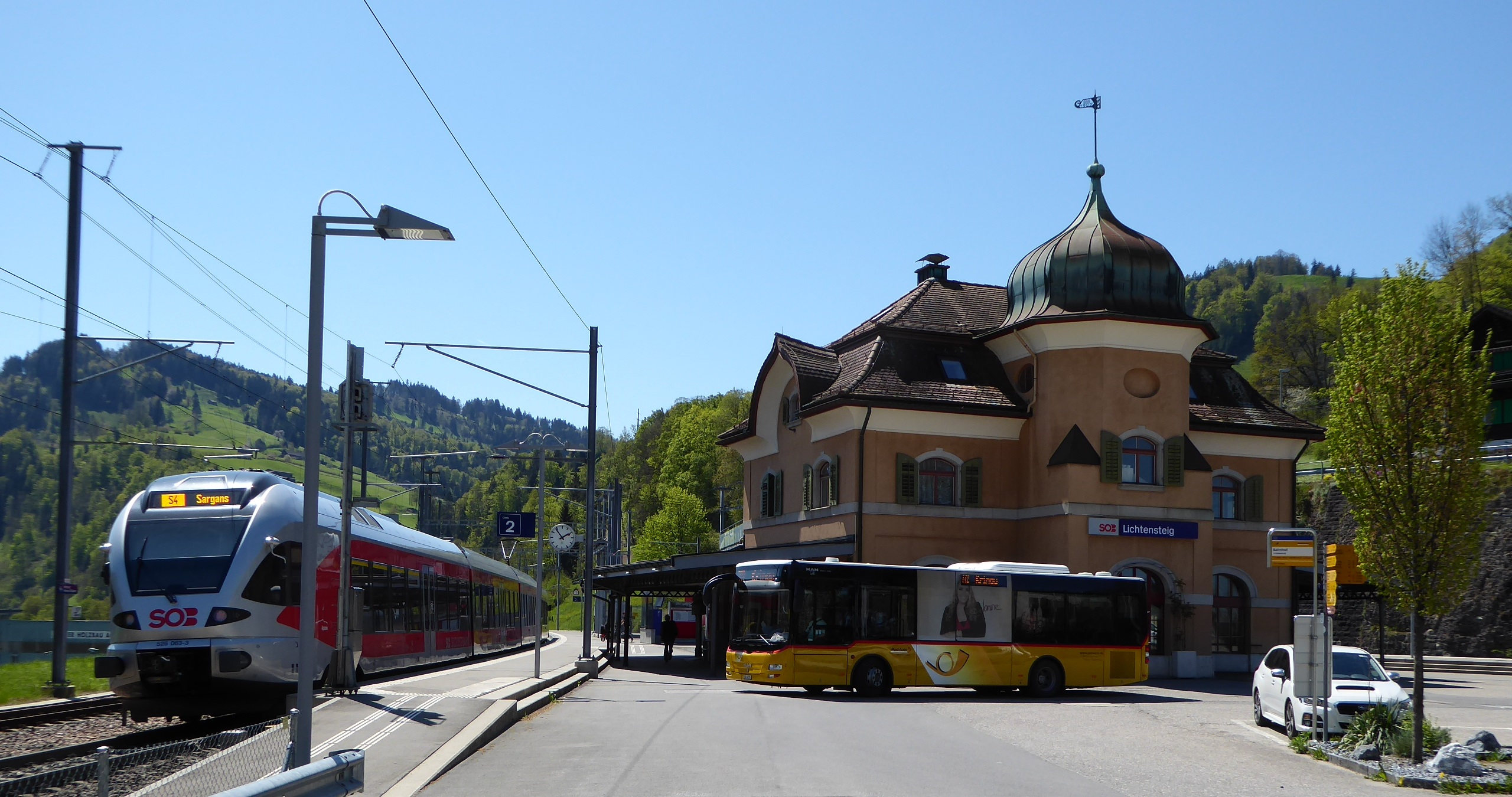